# Катериновка (Емильчинский район)
Катериновка (укр. Катеринівка) — село на Украине, находится в Емильчинском районе Житомирской области.
Код КОАТУУ — 1821781603. Население по переписи 2001 года составляет 167 человек. Почтовый индекс — 11245. Телефонный код — 4149. Занимает площадь 0,994 км².

## Адрес местного совета
11245, Житомирская область, Емильчинский р-н, с.Варваровка, ул.Центральная, 36